# Plagiochila chenii
Plagiochila chenii là một loài rêu trong họ Plagiochilaceae. Loài này được Grolle & M. L. So mô tả khoa học đầu tiên năm 2000.